# Тржич-Тоунський
45°12′ пн. ш. 15°24′ сх. д. / 45.20° пн. ш. 15.40° сх. д.
Тржич-Тоунський (хорв. Tržić Tounjski) — населений пункт у Хорватії, в Карловацькій жупанії у складі громади Тоунь.

## Населення
Населення за даними перепису 2011 року становило 18 осіб.
Динаміка чисельності населення поселення: